# Coendou
Coendou är ett släkte av nattaktiva gnagare i familjen trädpiggsvin (Erethizontidae) som förekommer i södra Central- och Sydamerika.

## Kännetecken
Arterna liknar jordpiggsvin i utseende och når en kroppslängd mellan 30 och 65 cm. Därtill kommer en 33 till 45 cm lång svans som används som gripverktyg. Med undantag av svansen, nosen och fötterna är hela kroppen täckt med taggar.

## Utbredning
Utbredningsområdet sträcker sig från norra Panama till norra Argentina. De vistas vanligen i skogar.

## Levnadssätt
Individerna klättrar på träd med långsamma men säkra rörelser. Där hittar de sin föda som främst utgörs av frukter och blad. Utanför parningstiden lever varje individ ensam. Honan föder vanligen ett ungdjur åt gången. Ungdjuret är vid födelsen jämförelsevis stor och har redan taggar men dessa är mjuka.
Hannarnas revir är ungefär fyra gånger större än honornas revir.

## Arterna
Enligt Wilson & Reeder räknas fyra arter till släktet:
- Vanlig gripsvanspiggsvin (Coendou prehensilis) är den mest kända och största arten. Huvud plus bålen blir upp till 65 cm lång och svanslängden kan uppnå 45 cm. Den lever i centrala och norra Sydamerika.
- Coendou bicolor lever i nordvästra Sydamerika från norra Colombia till norra Bolivia.
- Coendou nycthemera finns i östra Amazonområdet.
- Coendou rothschildi förekommer i Panama och angränsande regioner.

Beståndet av dessa fyra arter är jämförelsevis stort och därför listas nästan alla arter som livskraftiga (Least Concern), bara C. nycthemera listas med kunskapsbrist (Data Deficient).
IUCN listar dessutom några arter som blev nyupptäckt eller som blev hitflyttad från släktet Sphiggurus.